# Comment saboter un pipeline
Cet article concerne le livre. Pour l'adaptation cinématographique, voir Sabotage (film, 2022).
Comment saboter un pipeline (titre original : How to Blow Up a Pipeline: Learning to Fight in a World on Fire) est un livre de non-fiction et un manifeste écologique écrit par Andreas Malm, publié en 2020 en français aux éditions La Fabrique puis en 2021 en anglais par Verso Books. Dans le livre, Malm soutient que le sabotage est une forme logique d'activisme climatique et critique à la fois le pacifisme au sein du mouvement climatique et le « fatalisme climatique » en dehors de celui-ci. Le livre, qui reçoit des critiques positives comme négatives, est adapté au cinéma en 2022 avec le film Sabotage.
Andreas Malm, maître de conférences en écologie humaine à l'université de Lund, écrit plusieurs autres livres sur des sujets connexes avant la publication de Comment saboter un pipeline. Avant les événements de 2018 et 2019, notamment les grèves étudiantes « Fridays For Future » et les manifestations pour le climat en Europe, le livre devait être un appel à des actions plus directes pour l'environnement. Ces événements ont fait de l'essai une critique de la non-violence et du pacifisme au sein du mouvement militant pour le climat, et un argument en faveur du sabotage en tant que forme logique d'activisme climatique.

## Contexte

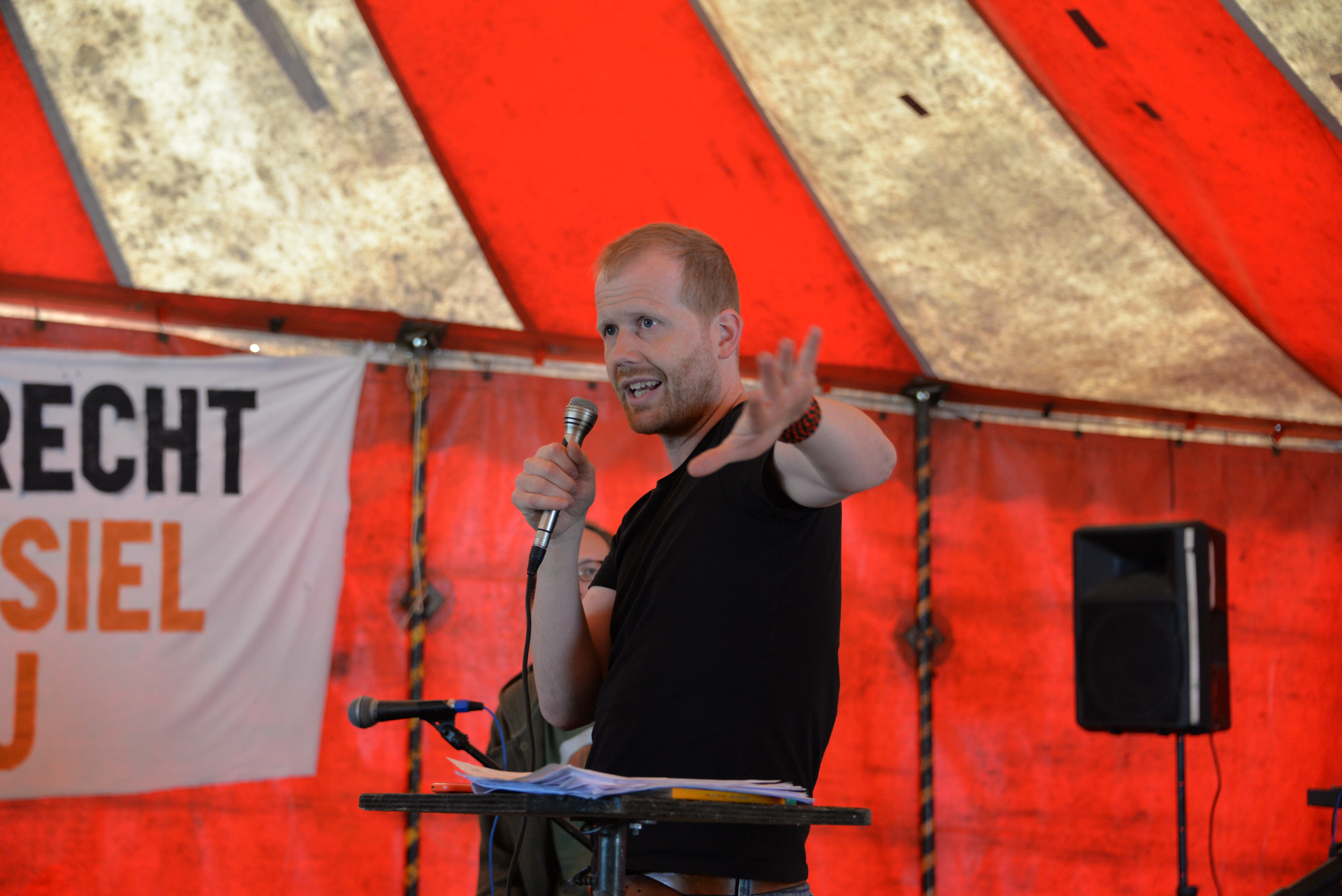
Andreas Malm lors d'une conférence au Code Rood Action Camp 2018 à Groningue.

Avant la sortie de Comment saboter un pipeline, l'auteur Andreas Malm a écrit plusieurs autres livres liés à l'économie politique, au changement climatique et aux combustibles fossiles, tous publiés par Verso Books. Au moment de la publication du livre, il est chargé de cours au département d'écologie humaine de l'université de Lund.
Malm déclare au Bookforum qu'il a étudié l'Égypte antique au cours du premier semestre de 2018, mais qu'il a cessé de consacrer du temps à cette recherche plus tard cette année-là parce qu'il ressentait le besoin de se concentrer sur le changement climatique, déclarant qu'il « était en désespoir total ». Lorsqu'il commence à travailler sur Comment saboter un pipeline, il s'attend à dire qu'il y a un manque de militantisme pour le climat. Cependant, après le début des grèves étudiantes pour le climat en 2018 et la diffusion des foyers de manifestation climatique en Allemagne et dans toute l'Europe en 2019, Malm écrit se sentir « ravi et encouragé par la vague de militantisme » mais frustré par « l'engagement strict du mouvement climatique envers l'absolue non-violence ». Le livre devient alors une critique de la non-violence et du pacifisme au sein du mouvement, et développe la thèse selon laquelle le sabotage est une forme logique de militantisme climatique,,.
Comment saboter un pipeline est publié le 5 janvier 2021 par Verso Books.

## Contenu du livre
Le livre est divisé en trois chapitres, intitulés respectivement Apprendre des luttes passées, Rompre le charme et Combattre le désespoir ; et comprend également une préface. Andreas Malm y défend une radicalisation de la lutte et des modes d'action contre le changement climatique,, et l'idée qu'un certain type d’action violente peut être légitime dans l’éventail des actions écologistes.

### Apprendre des luttes passées

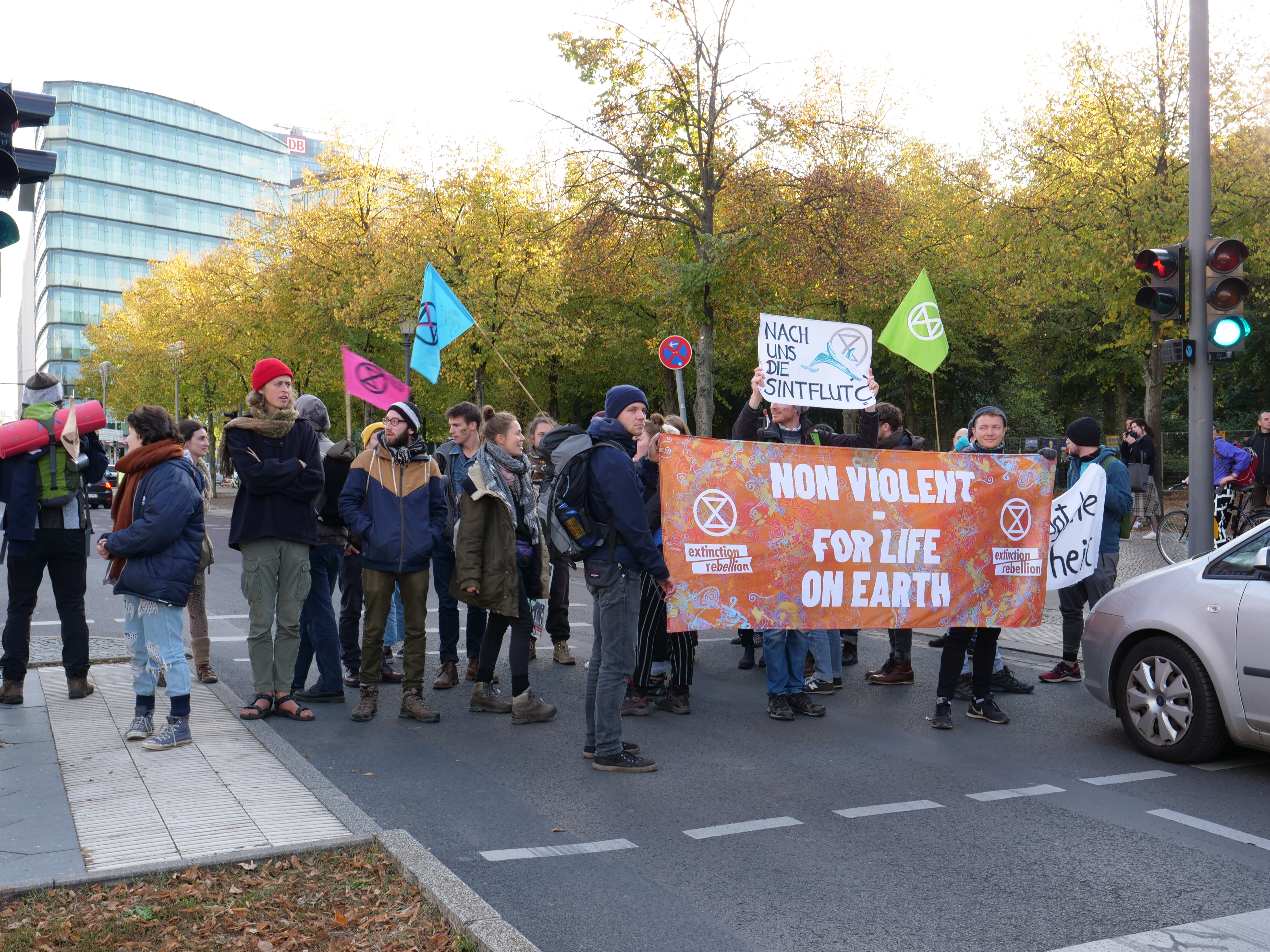
Les manifestants d'Extinction Rebellion bloquent Ebertstraße en octobre 2019 avec une banderole indiquant « Non Violent - For Life On Earth ».

Dans le premier chapitre, Malm décrit une manifestation à laquelle il a participé devant la conférence des Nations Unies sur le climat (COP1) en 1995. Il se demande alors « À quel moment on monte d'un cran ? », déclarant que le mouvement climatique moderne est resté attaché à la « non-violence absolue » et à l'évitement de la destruction de biens ; et constate l'échec des vagues d'action écologistes non violentes qui se sont succédé depuis le milieu des années 2000 à freiner les émissions de gaz à effet de serre,. Revenant aux racines des mobilisations contre l’esclavage, contre la colonisation, contre l’apartheid en Afrique du Sud, il décrypte comment ces mouvements ont manié, parfois à leur corps défendant, des tactiques de confrontation directe avec le pouvoir avec des stratégies pacifistes. Il reproche à ce qu'il définit comme le « pacifisme moral » moderne de ne pas tenir compte de la violence défensive, et soutient que le « pacifisme stratégique » tel que préconisé par Bill McKibben et Extinction Rebellion est anhistorique, discutant de la théorie de flanc radical dans le contexte du mouvement des droits civiques et se demandant s'il existe des « raisons convaincantes » de croire que « la lutte contre les combustibles fossiles [...] ne réussira qu'à la condition d'un calme absolu »,.

### Rompre le charme
Dans le deuxième chapitre, Malm déclare que la classe dirigeante ne mettra pas en œuvre suffisamment de changements pour lutter contre le changement climatique et que le mouvement pour le climat devrait saboter les appareils qui produisent des gaz à effet de serre afin de décourager de nouveaux investissements dans ceux-ci,. Il fait référence à un rapport de 2005 du Pipeline and Gas Journal qui décrit les pipelines comme « très faciles à saboter ». Malm affirme qu'il existe une « longue et vénérable tradition de sabotage des infrastructures de combustibles fossiles », faisant référence à des cas de sabotage en Afrique du Sud sous l'apartheid, par des Palestiniens, au Nigeria ou en Égypte. Malm se demande pourquoi des actions comme celles-ci ne sont pas prises à des fins climatiques, attribuant ce fait à la « disparition générale de la politique révolutionnaire » et à la « politisation insuffisante de la crise climatique ». Il caractérise la destruction de biens comme un type de violence mais déclare qu'« il faut insister pour qu'elle soit différente de la violence qui frappe un être humain (ou un animal) au visage », arguant par la suite que la violence « qui frappe les conditions matérielles nécessaires à la subsistance » doit être considérée comme une violence contre les personnes,.

### Combattre le désespoir

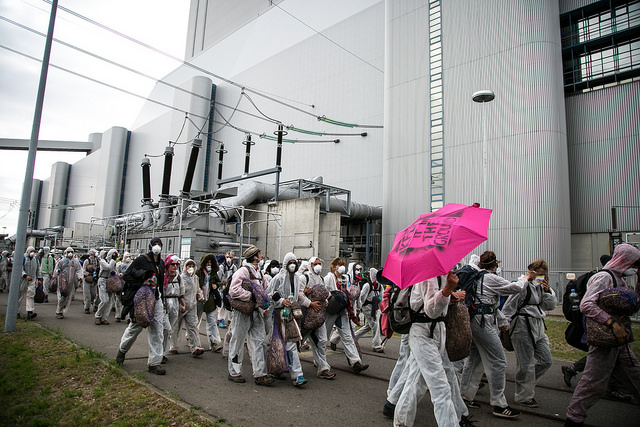
Activistes à la centrale thermique de Schwarze Pumpe au cours d'Ende Gelände 2016.

Dans le troisième et dernier chapitre, Malm s'oppose aux critiques de l'activisme climatique collectif comme Jonathan Franzen et Roy Scranton, qui, selon Malm, sont unis par « une réification du désespoir », qui, selon lui, est « une réponse émotionnelle à la crise éminemment compréhensible, mais inutilisable pour y apporter une réponse politique ». Malm décrit l'événement Ende Gelände 2016, au cours de laquelle lui et d'autres militants ont bloqué la centrale thermique de Schwarze Pumpe, écrivant que les politiciens et les médias ont qualifié l'action de violente parce que les militants ont brisé des clôtures.

## Couverture du livre
La couverture de Comment saboter un pipeline, conçue par Chantal Jahchan, apparaît sur la liste des 12 meilleures couvertures de livres de 2021, établie par Matt Dorfman, directeur artistique de The New York Times Book Review. Elle est également nommée par The Bookseller comme l'une des meilleures couvertures de janvier 2021.

## Accueil

### Commentaires
Le journaliste Wen Stephenson fait l'éloge du livre dans la revue Los Angeles Review of Books, décrivant l'approche de Malm comme « érudite et, surtout, moralement sérieuse » et déclarant que le livre démantèle méthodiquement la doctrine du mouvement social de la « non-violence stratégique ». Il écrit qu'il s'attend à ce que le livre soit rejeté par beaucoup comme marginal ou dangereux, mais décrit ce rejet potentiel comme « une erreur très grave ». Toujours dans Los Angeles Review of Books, Scott W. Stern écrit que Malm « présente un argument moral émouvant en faveur de la nécessité de l'escalade » et décrit le livre comme « passionné, puissant, profondément imparfait et profondément nécessaire », déclarant qu'il « peut exciter certains lecteurs, en irriter d'autres, en convaincre d'autres encore et en aliéner beaucoup, mais il est peu probable qu'un seul l'oublie ».
Dans The New York Times Book Review, Tatiana Schlossberg qualifie Comment saboter un pipeline de « convaincant mais frustrant », écrivant que la violence est problématique car « en fin de compte, il est impossible de la contrôler », mais note que le livre n'inclut pas réellement d'instructions pour provoquer des explosions.
Sur Canadian Dimension, site de débats canadien de gauche, James Wilt critique le livre pour ne pas avoir discuté des répercussions potentielles du sabotage, qualifiant cette omission d'« étonnante abdication de responsabilité ». Wilt écrit que « plaider pour [la destruction de biens] sans aucune mention ni planification de l'inévitable contrecoup, en particulier en dehors des situations de conflit armé, c'est faire le travail de l'État carcéral à sa place ».
Tim DeChristopher déclare dans le magazine YES! que Comment saboter un pipeline « offre un cas humble et nuancé sur la façon dont le sabotage des infrastructures et des machines à combustibles fossiles pourrait être synergique et complémentaire à un mouvement largement centré sur la mobilisation de masse non violente ». DeChristopher critique le livre pour ne pas expliquer « comment éviter l'association avec un acte de violence voyou contre les humains si une partie importante du mouvement devait abandonner l'engagement envers la non-violence », mais salue « l'analyse en six points de Malm sur les raisons pour lesquelles les émissions de luxe sont la cible la plus stratégique et la plus symboliquement importante », le décrivant comme « si convaincant qu'il est difficile de lire ce livre sans rêver de saboter les jets privés des ultra-riches ». Il écrit que « [l'une] des contributions les plus importantes de Malm dans le livre » est le dernier chapitre dans lequel Malm s'oppose à la croyance qu'il est trop tard pour l'activisme climatique.
Dans un éditorial paru dans le New York Times, le chroniqueur Ezra Klein écrit lui qu'« [un] titre plus vrai serait Pourquoi faire sauter un pipeline », imaginant du même coup la réponse de Malm : « Parce que rien d'autre n'a fonctionné ». Déclarant que Malm est « moins convaincant » quant à savoir « si faire sauter des pipelines fonctionnerait ici, et maintenant », Klein fait valoir qu'il y aurait probablement des conséquences politiques au sabotage, y compris l'emprisonnement d'activistes climatiques ainsi que la répression politique. Dans The New Republic, Benjamin Kunkel rejoint Ezra Klein, écrivant que le livre « n'explique pas tant comment faire sauter un pipeline qu'il n'explique pourquoi le faire » et déclarant que l'argument de Malm « provoque quelques objections naturelles ». Il finit cependant par être d'accord avec la position de l'auteur, selon laquelle les tactiques politiques individuelles ne doivent pas être fétichisées.
Après avoir été interrogé sur l'éthique de l'écoterrorisme décrit dans son roman Le Ministère du futur, l'auteur Kim Stanley Robinson déclare au World Today qu'il croit personnellement à la non-violence. Il suggère que Comment faire exploser un pipeline serait un bon livre pour réfléchir à la question, car il « fait une distinction [...] entre le sabotage, la violence contre la propriété ou la destruction de biens d'un côté, et les attaques physiques contre les personnes de l'autre ».

### Opposition
En réponse à la mention par Ezra Klein de Comment saboter un pipeline dans le New York Times, un article de Fox News de Lindsay Kornick affirme que Klein « semble tolérer l'écoterrorisme », écrivant qu'il « semblait comprendre et même sympathiser avec l'auteur ». Après que Malm a été invité à The New Yorker Radio Hour en septembre 2021 et a parlé des idées centrales du livre, un autre article de Fox News du même auteur le décrit comme un « extrémiste du changement climatique qui prône le "sabotage intelligent" »,. Dans The Spectator, Grayson Quay fait valoir que le fait que l'interview ait eu lieu était hypocrite parce que, selon lui, un militant anti-avortement qui aurait écrit un livre intitulé Comment saboter les cliniques d'avortement n'aurait pas eu la même opportunité. Il décrit ainsi le livre de Malm comme une « escroquerie ».
En octobre 2021, le Fort Worth Intelligence Exchange, au Texas, fait circuler un document sur Comment saboter un pipeline dans tout le pays. Le document, qui est révélé par Property of the People, détaille les préoccupations concernant le livre et son contenu tout en déclarant qu'il n'est lié à aucune menace connue.

### Autres réactions
Le groupe d'action directe environnementale, Tyre Extinguishers, qui commence à dégonfler les pneus des SUV en mars 2022 dans le cadre d'une action de protestation pour le climat, et qui est maintenant actif dans 17 pays, déclare avoir été inspiré pour créer son groupe par Comment saboter un pipeline. Malm qualifie les actions du groupe de « sabotage extrêmement pacifique et doux », ajoutant que « n'importe qui peut dégonfler un SUV : c'est pratiquement un jeu d'enfant. Cela ne nécessite aucune organisation formelle, aucun leadership, aucun fonds, aucun outil autre que des morceaux de gravier, des haricots ou des lentilles vertes. Compte tenu de la nature infiniment reproductible de l'action — le sabotage en tant que mème —, son potentiel de rendre la possession d'un SUV moins pratique et attrayante ne peut être ignoré ».
En 2023, l'ouvrage est cité dans le décret de dissolution des Soulèvements de la Terre par le ministre de l'intérieur Gérald Darmanin, ce qui  provoque une forte augmentation des ventes du livre. L’éditeur français dénonce « les nouvelles formes de censure, d’atteintes aux libertés et de mesures d’intimidation qui pèsent sur les maisons d’édition ».

## Adaptation cinématographique
Le livre est adapté en film à suspense, lui aussi intitulé How to Blow Up a Pipeline dans sa version originale, et traduit en français par Sabotage. Le film est réalisé par Daniel Goldhaber et les personnages sont joués par Ariela Barer, Jordan Sjol et Goldhaber lui-même. Il tourne autour d'un groupe de huit jeunes qui décident de faire sauter un oléoduc. Le film est imaginé dans le cadre du programme Platform Prize au Festival international du film de Toronto 2022 le 10 septembre 2022,. Après sa première, Neon acquiert les droits de distribution nord-américains et le sort en salles aux États-Unis le 7 avril 2023,.